# Huneryk
Huneryk (ur. ok. 420/430, zm. w 484) – drugi władca państwa Wandalów w Afryce, panował w latach 477–484, najstarszy syn Genzeryka. Za panowania Huneryka Wandalowie zaprzestali pirackich rajdów na wybrzeża śródziemnomorskie, z których byli znani za czasów ojca króla. Zamiast tego, władca skupił się na stosunkach wewnętrznych, w tym na polityce religijnej.

## Polityka religijna
Początek panowania Huneryka zapowiadał odprężenie w stosunkach z katolicką większością wyznaniową. Pod koniec 481 roku wyznający arianizm władca zgodził się, pod naciskiem cesarza wschodniorzymskiego, na obsadzenie wakującego od 440 roku katolickiego biskupstwa Kartaginy. Kolejne lata przyniosły jednak serię kroków skierowanych przeciwko katolikom. Biskupi i duchowieństwo skazywani byli na roboty, kościoły były zamykane i nie pozwalano obsadzać zwolnionych urzędów kościelnych. 7 lutego 484 roku Huneryk nakazał zamknięcie wszystkich kościołów katolickich w państwie.

## Żony Huneryka
Huneryk był dwukrotnie żonaty. Po raz pierwszy z nieznaną z imienia księżniczką wizygocką. Małżeństwo zostało rozwiązane przez jego ojca, króla Genzeryka, prawdopodobnie w czasie gdy Huneryk przebywał jako zakładnik w Rzymie. Była żona została okaleczona i odesłana do ojca, króla Wizygotów. Przypuszczalnym powodem rozwiązania pierwszego małżeństwa Huneryka była obietnica ślubu z córką cesarza zachodniorzymskiego Walentyniana III Eudoksją. Walentynian nie wywiązał się z obietnicy. Dwa miesiące po jego śmierci w marcu 455 Genzeryk najechał i zdobył Rzym. Wśród wywiezionych z miasta łupów znalazła się przyrzeczona Hunerykowi Eudoksja, co umożliwiło zawarcie małżeństwa. W 472 roku, w nieznanych bliżej okolicznościach Eudoksja opuściła męża i osiadła w Jerozolimie jako mniszka, pod opieką cesarza wschodniorzymskiego.

## Następcy
Z Eudoksją miał Huneryk kilku synów. Najstarszy z nich, Hilderyk, był upatrywany przez ojca na następcę. Było to jednak sprzeczne z ustanowioną przez Genzeryka zasadą senioratu, zgodnie z którą panować miał każdorazowo najstarszy członek jego rodu. Aby zabezpieczyć sukcesję Hilderyka, Huneryk doprowadził do skazania na śmierć lub wygnanie swojego młodszego brata Teodoryka, jego żony i syna oraz swojego bratanka Godakisa, syna Gentona. Posunięcia te okazały się nieskuteczne, Hildaryk faktycznie odziedziczył tron, ale poprzedziło go dwóch braci wyżej wspomnianego Godakisa, Guntamund i Trasamund.

## Śmierć
Huneryk zmarł 23 grudnia 484 roku na ciężką, trudną do zidentyfikowania chorobę.